# A571-es autópálya (Németország)
Az A571-es autópálya (németül: Bundesautobahn 571) egy autópálya Németországban. Hossza 3 km.